# Международный язык
Междунаро́дный язы́к — язык, использующийся для коммуникации значительным количеством людей по всему миру. Для обозначения этого понятия также используется термин язык мирового значения. В современном мире выделяется от 7 до 10 международных языков. Граница между международными языками и языками межнационального общения является размытой.
Под международным языком может также подразумеваться и искусственный язык, созданный для межнационального общения (например, эсперанто), см. международный вспомогательный язык. Также в XVII—XVIII вв. предпринимались попытки создания искусственного универсального письма — пазиграфии.

## Признаки международного языка
Языки, считающиеся международными, обладают следующими признаками:
- большое количество людей считает этот язык родным;
- среди тех, для кого этот язык не является родным, есть большое количество людей, владеющих им как иностранным или вторым языком;
- на этом языке говорят во многих странах, на нескольких континентах и в разных культурных кругах;
- во многих странах этот язык изучается в школе как иностранный;
- этот язык используется как официальный язык международными организациями, на международных конференциях и в крупных международных фирмах.

## История международных языков
В Восточной Азии долгое время международным языком являлся классический китайский. В Индии это положение занимал санскрит. На Ближнем Востоке международными языками были аккадский язык и сменивший его арамейский язык. В период Античности статус международного языка получил также древнегреческий язык. Затем более тысячи лет вначале на Средиземноморье, а затем в католической Европе латинский язык являлся важнейшим международным языком, использовавшимся для международного общения во всех сферах человеческой жизнедеятельности. На нём велись переговоры, заключались торговые сделки, писались научные работы. На Ближнем Востоке место арамейского языка занял арабский язык. В центральной и западной Азии, а также северной Индии арабский язык и санскрит были на несколько столетий потеснены персидским языком.
В XVI—XVII веках как международный использовался испанский язык. В начале XVIII века французский язык стал важнейшим языком международного общения в Европе. В XIX веке большое значение приобрёл также немецкий язык, не в последнюю очередь благодаря высоким достижениям немецких учёных того времени. Параллельно шло развитие английского и испанского как международных языков, благодаря колониям этих стран, разбросанным по всему миру. В конце XX века английский язык утвердился как важнейший международный язык. В странах социалистического лагеря важнейшим международным языком стал русский язык, который изучался в школах всех стран социалистического строя.

### Изменения
Статус международного языка изменчив и непостоянен. Со временем одни языки обретают статус международных, другие теряют его в силу сочетания демографических, географических, культурных и, что особенно важно в последнее время, экономических факторов. Большинство международных языков стали таковыми в результате колониальной деятельности небольших государств (метрополий) как в сопредельных регионах (русский, немецкий, китайский), так и на других континентах (португальский, испанский, английский). Так, ранее популярные греческий и латинский языки давно утратили эту функцию. Некоторые языки, например итальянский, нидерландский, шведский, польский, турецкий обретали её на очень кратковременный период. Немецкий язык, имевший важное международное значение в начале XX века, фактически утратил функцию международного в пользу русского и/или английского даже в регионах своего некогда традиционного распространения (Польша, Словакия, Галиция) в результате поражения Германии во Второй мировой войне. Вместе с тем, ряд языков укрепили свои международные позиции в последнее время. К ним в первую очередь относятся китайский, крупнейший по числу носителей в мире, в меньшей степени хинди. Примечательно, что испанский язык стабильно сохраняет функцию международного уже свыше 5 столетий и даже несколько усилил свои позиции с начала XXI века.

## Языки мирового значения
Список крупнейших языков со значительным количеством носителей, как второго языка, в нескольких странах:
| Язык               | Родной                                          | Второй                                         | Общее число носителей                                | Стран |
| ------------------ | ----------------------------------------------- | ---------------------------------------------- | ---------------------------------------------------- | ----- |
| Китайский язык     | 1,311 миллиарда севернокитайский: 918 миллионов | севернокитайский — 20 миллионов; 198 миллионов | около 1,3 миллиарда севернокитайский: 1,12 миллиарда | 39    |
| Английский язык    | 379 миллионов                                   | 753 миллионов                                  | 1,13 миллиарда                                       | 137   |
| Испанский язык     | 460 миллионов                                   | 74 миллионов                                   | 534 миллиона около 577 миллионов                     | 31    |
| Французский язык   | 77 миллионов                                    | 203 миллионов 132 миллиона                     | 280 миллионов около 300 миллионов                    | 54    |
| Арабский язык      | 319 миллионов                                   | 21 миллион                                     | 274 миллиона                                         | 59    |
| Русский язык       | 154 миллиона                                    | 125 миллионов                                  | 258 миллионов                                        | 19    |
| Португальский язык | 221 миллион                                     | 28 миллионов                                   | 234 миллиона                                         | 15    |
| Немецкий язык      | 76,1 миллиона                                   | 27 миллионов                                   | 132 миллиона                                         | 28    |

#### Официальные языки ООН
Английский, арабский, испанский, китайский, русский и французский являются официальными языками ООН.

### Карта распространения международных языков
На картах показано распространение каждого международного языка.

Китайский язык
Английский язык
Испанский язык
Французский язык
Арабский язык
Русский язык
Португальский язык
Немецкий язык